# 이성 연기
이성 연기는 배우가 다른 성의 역할로 연극이나 영화, 드라마에 출연하는 것을 말한다. 고대 그리스 연극이나 일본의 가부키에서는 남자가 여자 배역으로 출연하였다. 만화 영화에서는 어린 소년의 목소리를 여자 성우가 연기하는 일이 많다.

## 사례
- 헤어스프레이 (2007년 영화): 존 트라볼타
- 돈 텔 파파 : 임호(보리수)[1]

## 같이 보기
- 쾨체크